# Nelson (Lancashire)
Nelson é uma cidade e paróquia civil no Borough de Pendle, condado não metropolitano de Lancashire, Inglaterra. No Censo do Reino Unido de 2011, sua população era de 29135 habitantes. Fica a 4 milhas (6,4 km) a norte de Burnley e 2,5 milhas (4 km) a sudoeste de Colne. Nelson também está próximo ao Canal de Leeds e Liverpool. Desenvolveu-ve como uma cidade fabril durante a Revolução Industrial, mas hoje perdeu grande parte de sua indústria.
É conhecida por possuir alguns dos preços de imóveis mais baixos de todo o Reino Unido, aparecendo em 10º lugar na lista das localidades com os preços imobiliários mais baixos (média de £97307). Oxford Street aparece em 4º lugar na lista de ruas com propriedades mais baratas (em média £19943).

## História
Um forte da Idade do Ferro chamado Castercliff localiza-se em uma colina a leste da cidade. A Nelson moderna abrange as duas partes do município de Marsden, na antiga paróquia de Whalley. Little Marsden ficava a sudoeste do rio Walverden Water, com suas terras consideradas parte do feudo de Ightenhill, enquanto Great Marsden estava a nordeste, parte do feudo de Colne. Great Marsden incluia as partes ao sul de Colne, e Little Marsden todos os locais atuais de Brierfield.
Walverden Water se junta ao Pendle Water próximo ao Nelson & Colne College. Esse rio formava o limite da Floresta de Pendle. Tanto os feudos quanto a floresta eram partes da Honra de Clitheroe. O senhor de Clitheroe possuía um moinho no rio em 1311, que se acredita ter sido localizado próximo à confluência com Clough Head Beck, onde o moinho Scholefield está agora. Também há evidências de um antigo moinho de pisoagem mais a montante. Acredita-se que uma pequena capela foi construída durante o reinado de Henrique VIII no local da St Paul's Church. A floresta de Pendle ficou famosa pelos julgamentos das Bruxas de Pendle, em 1612.
Um pequena moinho foi estabelecida pela família Ecroyd em Edge End já em 1740, eles começaram o Lomeshaye Mill como uma fiação movida a água em 1780. A chegada do Canal de Leeds e Liverpool, em 1796, seguida pela East Lancashire Railway Line, em 1849, estimulou o desenvolvimento de Nelson como uma cidade industrial, com uma economia baseada, principalmente, na tecelagem de algodão. O primeiro mapa da área produzido pelo Ordnance Survey, publicado em 1848, mostra três pequenas aldeias; Marsden (próximo a St Paul's), Hebson e Bradley, ambos no atual centro da cidade. Também são aparentes as propriedades de Marsden Hall, a leste, e Carr Hall, a noroeste. E as estradas pedonais de Marsden, Gisburn e Long Preston (Scotland Road), em direção ao norte, e Blackburn, Addedham e Cocking End (Manchester Road), em direção ao leste.
A estação ferroviária de Brierfield foi originalmente chamada Marsden, enquanto a estação de Nelson era conhecida como Nelson Inn, devido ao pub adjacente, o Lord Nelson Inn (em homenagem ao almirante Lord Nelson). À medida que as aldeias se desenvolveram em uma cidade, o nome Nelson foi escolhido para diferenciá-la de Marsden através dos Peninos, no condado vizinho de Yorkshire (West Riding).

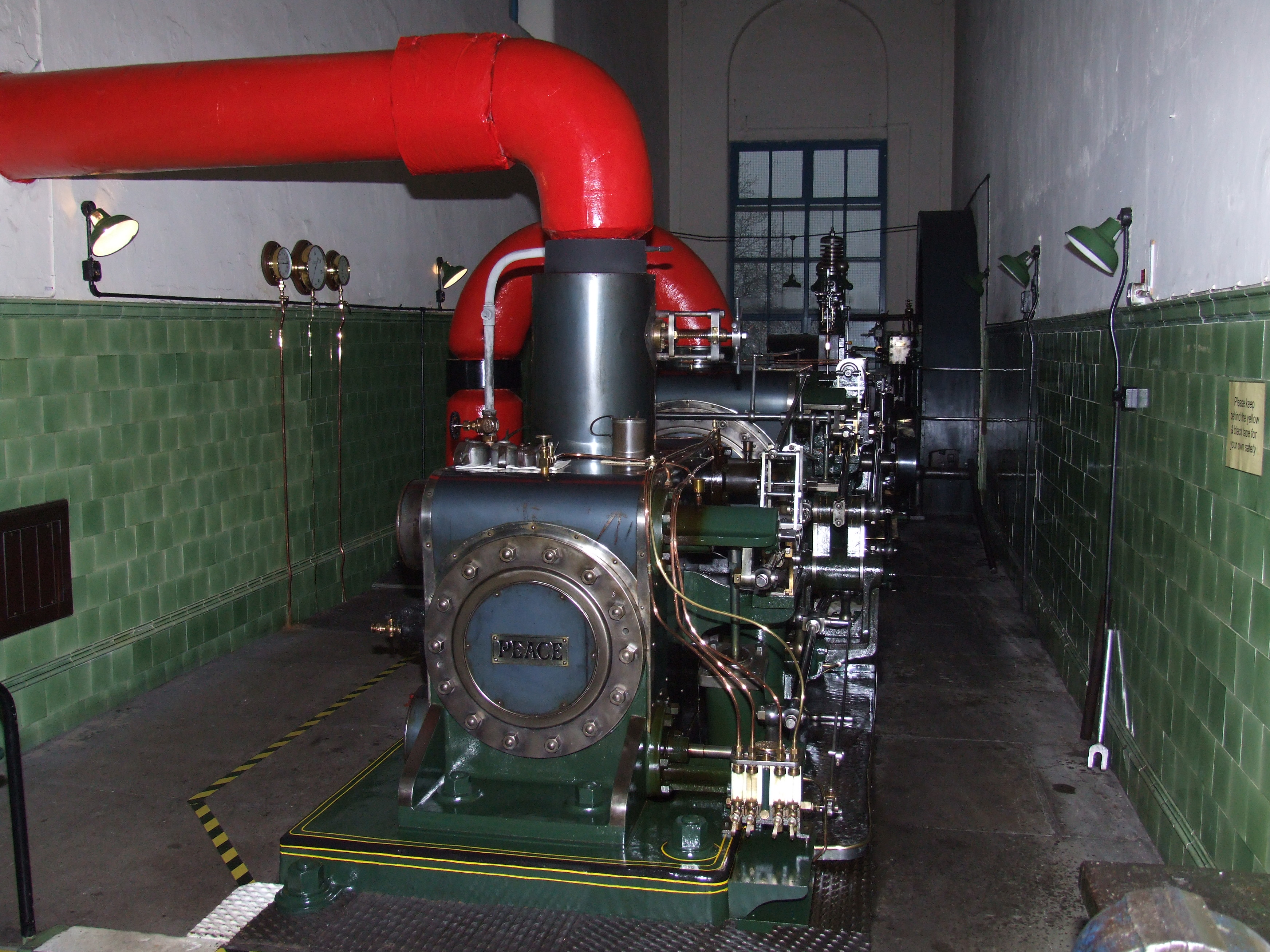
Máquina a vapor estacionária de 1895, construída pela William Roberts & Co of Nelson, hoje instalada no Queen Street Mill Textile Museum, em Burnley

Havia um moinho de lã penteada próximo a uma "fabrica de algodão", e outro moinho de algodão ao longo do canal em Reedyford, em 1848. O Walverden Mill, em Leeds Road, foi construído em 1850, e logo foi seguido por outros. Inaugurada em 1862, a Phoenix Foundry, a fábrica de motores a vapor da William Roberts & Co of Nelson, no local onde hoje situa-se o estacionamento de um shopping center, era chamada de "o local de engenharia mais significativo de Nelson". Em 1891, havia 57 fiandeiros e fabricantes de algodão listados em Nelson. O maior tinha 1950 teares, e o menor apenas oito. A indústria algodoeira era a mais importante da cidade. Em 1910, mais de 12000 trabalhadores locais eram membros do Nelson and District Power-Loom Weavers' Association, sindicato que representava a categoria.
Nelson é considerado parte do Burnley Coalfield, parte mais ao norte do Lancashire Coalfield, importante campo de carvão britânico. Há evidências de antigos sinos e mineração de superfície em Swinden Clough e Castercliff, e já em 1465 houve uma reclamação de pessoas escavando ilegalmente a área. Clough Head Colliery, também conhecida como Town House Pit, ficava em Clough Head Beck, extremo leste da cidade, e tinha uma história conturbada. Enquanto estava em construção em 1845, um acidente durante a montagem do motor de bombeamento a vapor resultou na morte de um trabalhador. Em 12 de abril de 1850, seis homens trabalhavam na mina quando um deles foi verificar se havia gás mas, antes deste sinalizar que era seguro, outro homem abriu sua lâmpada, causando uma explosão que matou a todos. Outra explosão, em novembro de 1856, resultou em duas mortes. Uma linha de bonde de superfície conectava-o aos ramais ferroviários em Bradley Lane Head. Não se sabe quando a mina de carvão fechou, mas acredita-se que tenha sido no final da década de 1880.
Durante o Século XX, a indústria têxtil diminuiu acentuadamente, deixando a cidade com preços imobiliários baixos e desemprego acima da média. Hoje, Nelson é muito associada à fabricação de guloseimas, incluindo Jelly Babies, doces com a forma de bebês rechonchudos, e Victory V, pastilhas com sabor de alcaçuz muito consumidas no Reino Unido e fabricadas desde a década de 1860.

## Governança
Nelson recebeu sua carta de incorporação como borough municipal pela Rainha Vitória, em 1890. A política de esquerda radical no início do século XX levou a que fosse rotulada como "Little Moscow" (em português, "Pequena Moscou") pela imprensa local e nacional; de fato, o semanário Nelson Leader publicou a manchete "Moscow calling" (Moscou chamando), durante o locaute de 1928. Houve significativa influência do Partido Comunista na cidade no período entre as duas Grandes Guerras. Quando os Trabalhistas chegaram ao poder em Nelson, eles responderam ao sentimento político local colocando serviços públicos como gás e água sob o controle do Conselho municipal, antecipando por décadas a nacionalização de tais serviços no Reino Unido. Além disso, o Conselho recusou-se a participar das celebrações do jubileu de prata do rei George V em 1935, afirmando preferir gastar o dinheiro público em jantares gratuitos para as crianças das escolas e para os desempregados.
Com o Local Government Act 1972, Nelson passou a fazer parte do distrito não metropolitano de Pendle a partir de 1 de abril de 1974. Fazendo parte, inicialmente, de uma área não coberta por uma paróquia civil (os britânicos utilizam o termo unparished area para designar locais nesta situação), uma nova paróquia de Nelson foi formada em 2008, cobrindo uma área semelhante ao antigo borough municipal.
Atualmente há três níveis de governo local: Conselho do Condado de Lancashire, Conselho do Borough de Pendle e um Conselho municipal, com 24 conselheiros, que foi eleito pela primeira vez em 1 de maio de 2008. O Conselho do borough é governado por uma coalizão de Trabalhistas e Liberal Democratas, liderada pelo conselheiro Mohammed Iqbal. Já o Conselho do Condado foi liderado, entre 1994 e 2009, pelos Trabalhistas, momento em que mudou para o controle Conservador, depois para nenhum controle geral em 2013, retornando às mãos dos Conservadores em 2017. Nelson é ali representada em três divisões : Brierfield & Nelson North, Nelson South e Pendle Central. Tanto o Conselho municipal quanto o do borough estão situados no Nelson Town Hall, em Market Square.
Após mudanças de fronteira em 2020, que reduziram o número de wards no borough de Pendle para 12, sendo quatro cobertos pela área da paróquia civil de Nelson - Bradley, Brierfield East & Clover Hill, Marsden & Southfield e Whitefield & Walverden.
O Membro do Parlamento para Pendle, o distrito eleitoral em que Nelson se enquadra, é o Conservador Andrew Stephenson, eleito pela primeira vez nas eleições gerais no Reino Unido em 2010. Stephenson foi indicado para o Ministério dos Transportes em 13 de fevereiro de 2020. Antes, já havia sido ministro dos Negócios Estrangeiros, Comunidade e Desenvolvimento, entre 2019 e 2020.

## Demografia
| População     | 39,479 | 39,841 | 38,304 | 34,803 | 34,384 | 32,292 | 31,286 | 28,998 | 29,135 |
| [ 16 ] [ 24 ] |        |        |        |        |        |        |        |        |        |

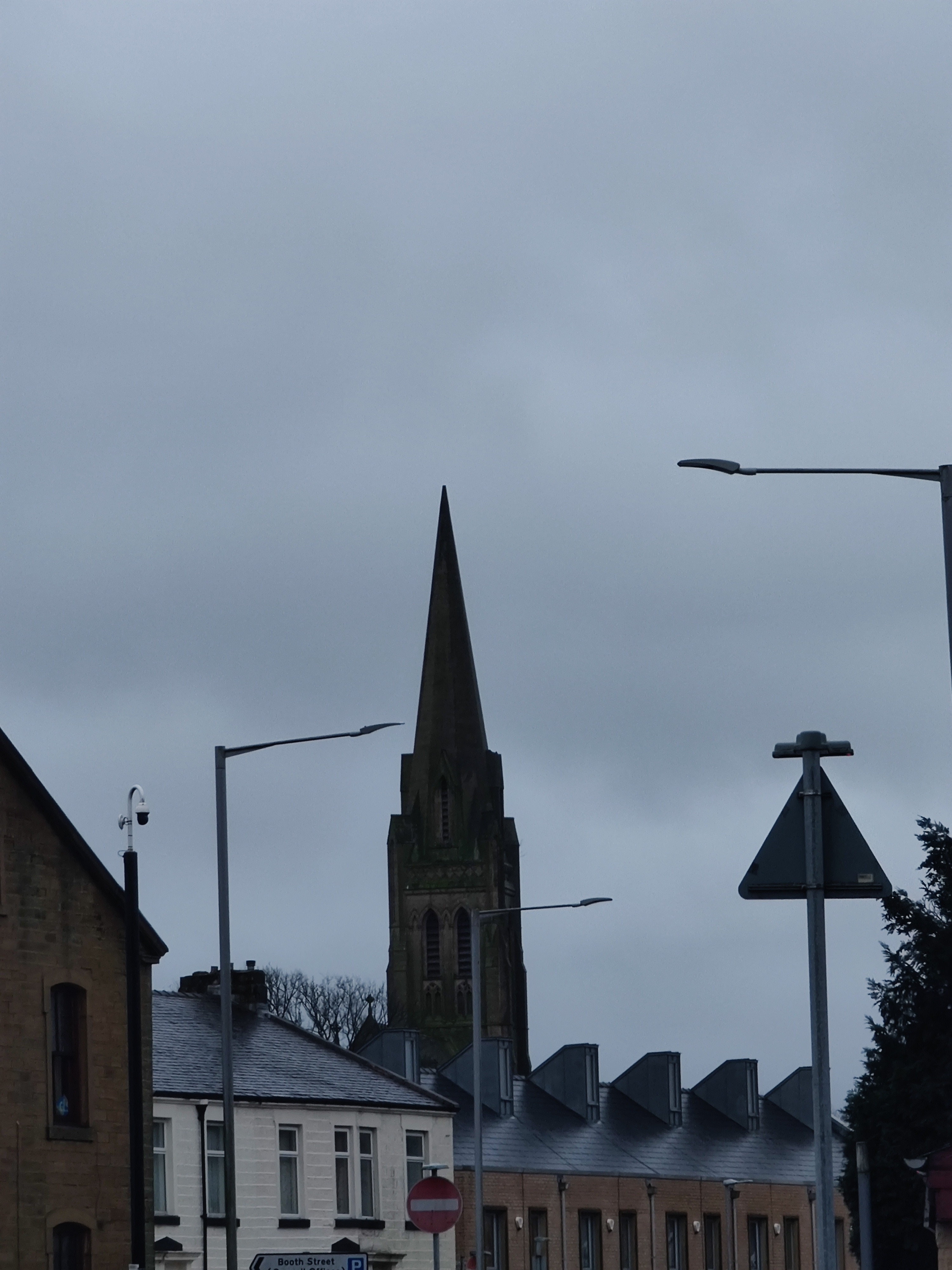
Pináculo da antiga St Mary's Church, listado como grau II pelo Patrimônio Histórico Inglês

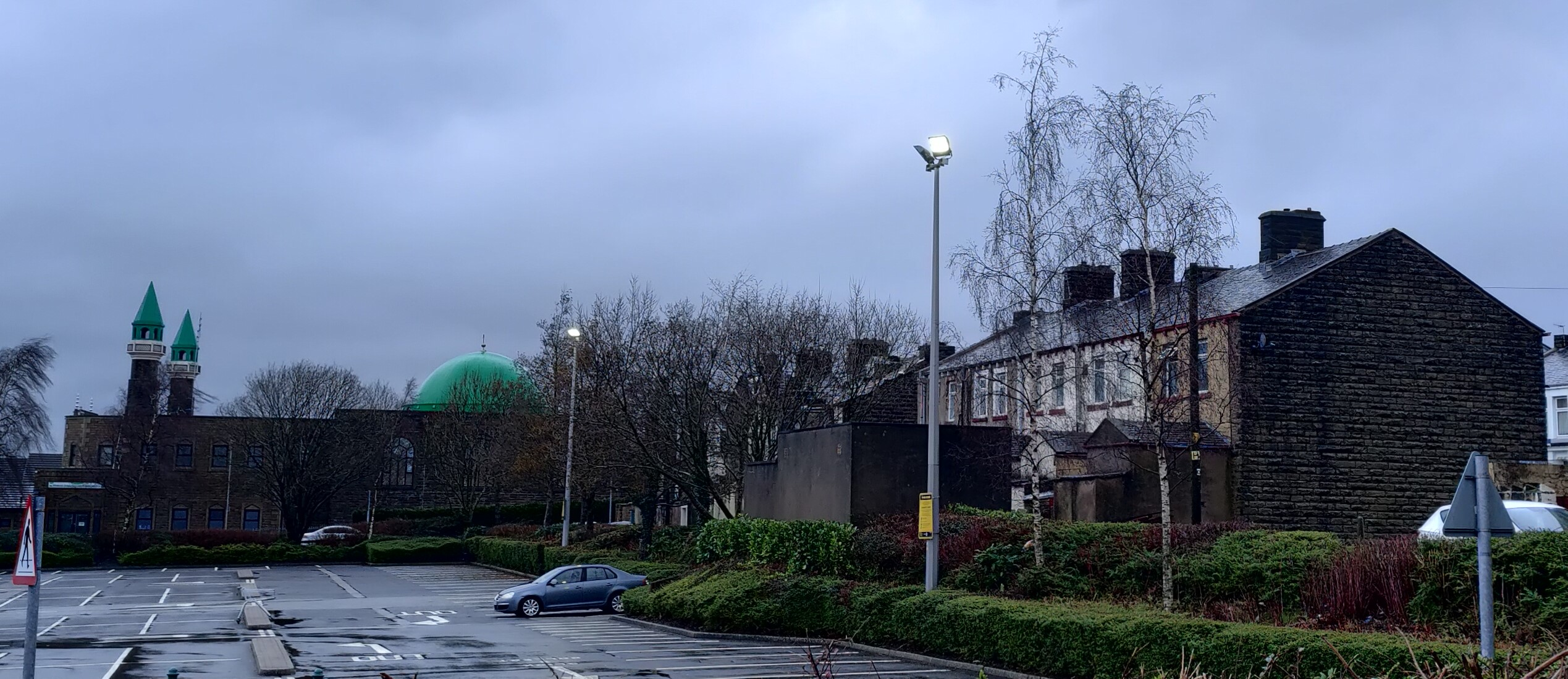
Mesquita Central

O Censo do Reino Unido de 2011 mostrou uma população residente total para a paróquia civil de Nelson de 29135. A cidade faz parte da área urbana mais ampla, que tinha uma população de 149796 em 2001.
A composição racial da cidade em 2011 era de 57,8% brancos (sendo que, destes, 53,4% eram brancos britânicos), 40,4% asiáticos, 0,1% negros, 1,5% pardos e 0,2% de outros. Os maiores grupos religiosos são cristãos (39,0%) e muçulmanos (37,6%). 59,9% dos adultos com idades entre 16 e 74 anos são classificados como economicamente ativos e trabalhadores.

## Economia
O centro da cidade contém o maior número de ruas comerciais de qualquer cidade no Borough de Pendle. Dentre as lojas estabelecidas atualmente, podemos citar: Boots, Wilko, Specsavers, Home Bargains, Peacocks, Costa Coffee, Greggs, Post Office e Martin McColl.
O Pendle Rise Shopping Centre é o ponto focal do centro da cidade há mais de 50 anos. Foi inaugurado como Arndale Center em junho de 1967 e foi rebatizado como Admiral Shopping Centre antes de assumir seu nome atual. Nelson Market (anteriormente Admiral's Market) é um mercado coberto localizado abaixo do Shopping. O Victory Center foi inaugurado em 1993. Das 12 unidades comerciais, apenas uma permaneceu ocupada em 2017, por uma filial da William Hill.
A estrada principal que passava pelo Centro foi reservada para pedestres no início da década de 1990, e reaberta ao tráfego de veículos em agosto de 2011, para ajudar a impulsionar o comércio. Em 2012, Nelson foi uma das doze cidades inglesas escolhidas para participar da iniciativa Portas Pilot Areas, encabeçada pela especialista em varejo e personalidade televisiva Mary Portas, recebendo £100 mil para ajudar a rejuvenescer sua área comercial.
O maior parque empresarial da cidade está localizado na junção 12 da estrada M65, em Lomeshaye. O local original, de 15 hectares, foi designado como Zona Empresarial em 7 de dezembro de 1983. A propriedade atualmente ocupa 53 hectares e abriga mais de 80 empresas que, juntas, empregam cerca de 4000 pessoas. Um local de 31 hectares foi retirado do Cinturão Verde quando o novo Plano Local do Conselho foi adotado em dezembro de 2015, a fim de facilitar uma nova expansão para oeste e norte. Lomeshaye Business Village, uma antiga fábrica de algodão remodelada a leste da propriedade, contém mais 151 unidades comerciais, principalmente ocupadas por pequenas e médias empresas dedicadas a escritórios e usos industriais leves.

## Transportes

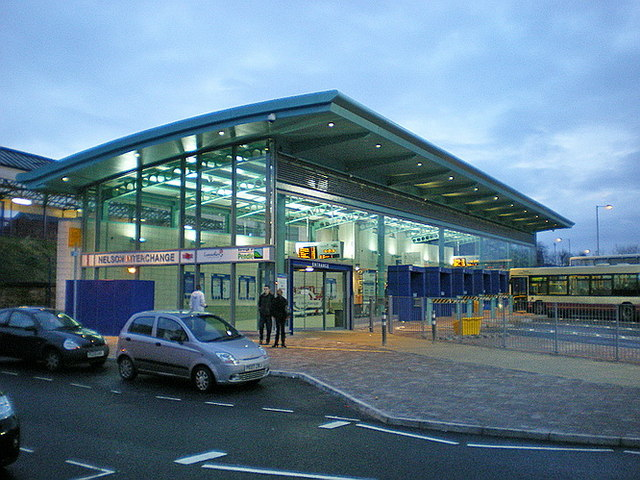
Estação rodoviária e ferroviária de Nelson

Nelson é servida pela junção 13 da autoestrada M65, que segue em sentido oeste para Burnley, Accrington, Blackburn e Preston, e em sentido nordeste para Colne. Do centro da cidade, a A56 segue para sudoeste até a M65 em Brierfield e a nordeste para Colne e além, enquanto a A682 - a rodovia mais perigosa da Grã-Bretanha – segue para o norte em Yorkshire Dales.
Em novembro de 1969, um estacionamento de vários andares com espaço para 350 carros foi inaugurado em Nelson. Este foi demolido em 2019 para dar lugar a uma unidade da rede de fast food McDonalds, que fracassou, deixando apenas um estacionamento vazio.
Em dezembro de 2008, o novo terminal rodoviário e ferroviário da cidade foi inaugurado no local usado pela estação ferroviária de Nelson. O novo serviço intermodal custou £4,5 milhões e incluiu melhorias, como bicicletário, ponto de táxis e estacionamento, displays de informações eletrônicas, um link direto para a estação ferroviária, incluindo um elevador de passageiros, e um saguão de passageiros fechado com 10 pontos de ônibus.
Os serviços ferroviários de e para Nelson são fornecidos pela Northern Trains. A estação tem um serviço de parada de hora em hora, 7 dias por semana, no sentido oeste para Blackpool South via Blackburn e Preston, e no sentido leste para Colne.
A principal operadora de ônibus na cidade é a Burnley Bus Company, embora Tyrer Bus, Boomerang e Holmeswood operem alguns serviços. A National Express opera um serviço de ônibus para a Estação Victoria, em Londres, diariamente. Nelson possui boas conexões de ônibus para Burnley, com serviços em horário de pico para Manchester: o serviço Witch Way X43 (operado pela Burnley Bus Company) vai de Skipton, via Colne, Burnley e Rawtenstall, para o centro da cidade de Manchester, usando uma frota de ônibus de dois andares, com assentos de couro e sistema Wi-Fi. Algumas dessas viagens da X43 no horário de pico de/para Manchester começam e terminam em Nelson, em vez de servir Colne e Skipton.

## Esportes
A cidade é a casa de Nelson FC, que foi membro da Football League entre 1921 e 1931 e, atualmente, disputa as ligas semi-profissionais inferiores. Seu feito mais histórico é ter sido o primeiro time do futebol inglês a vencer o Real Madrid, resultado conquistado em plena Espanha, em 1923.
Ali também é a casa do Nelson Cricket Club. O críquete foi um esporte particularmente popular na cidade durante o período entre guerras, quando o clube desfrutava dos serviços de Learie Constantine, jogador originário caribenha. Quando, em 1969, ele se tornou a primeira pessoa de ascendência africana para receber um par vitalício, ele escolheu ser nomeado Barão Constantine, de Maraval em Trinidad e Tobago e de Nelson no Condado Palatino de Lancaster.
Corridas de automóveis foram realizadas no Seedhill Stadium de 1967 a 1970. A equipe Nelson Admirals foi um dos membros fundadores da British League Division Two em 1968, o segundo nível do automobilismo no Reino Unido até a reestruturação do esporte em 1995.
Nelson também tem dois clubes de golfe, sendo um municipal, em Marsden Park, e outro privado, em Kings Causeway, conhecido simplesmente como Nelson Golf Club.
Também há o Nelson Archery Club (tiro com arco) e o Nelson Wrestling Club (luta profissional), que são clubes afiliados, respectivamente, ao National Governing Bodies Archery GB e à British Wrestling Association.

## Lazer

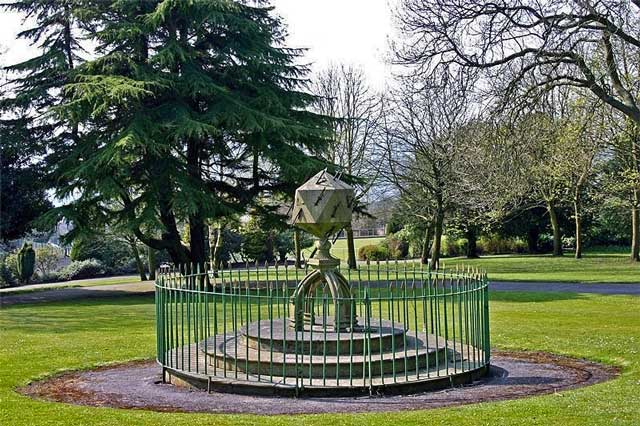
Marsden Park, em Nelson

Nelson possui vários parques, dos quais os mais notáveis são o Victoria Park e o Marsden Park. O Arts, Culture and Enterprise Centre (The ACE Centre)  oferece aos moradores um novo local multifuncional, com cinema, teatro e bistrô.
O Heritage Trust for the North West tem inúmeras campanhas e projetos na região. Uma delas foi a restauração e conservação de uma rua inteira de moradias de trabalhadores vitorianos, uma antiga escola primária e uma fábrica de algodão, já que se temia que o Patrimônio Histórico da cidade estivesse em risco. A reforma da St Mary's Church foi outro grande projeto na cidade, realizado no início da década de 2010.

## Midia
O serviço de rádio local para Nelson é atualmente fornecido pela BBC Radio Lancashire, e - desde setembro de 2007 - pelo serviço de rádio comunitária Pendle Community Radio, voltado principalmente para a comunidade asiática local. A 2BR, inaugurada em 2000, fundiu-se com a Capital, sendo relançada como Capital Manchester. A 2BR cessou a transmissão às 19h da sexta-feira, 29 de março de 2019, com a estação entrando em um período de transição antes do relançamento total como Capital. Os estúdios em Clayton-le-Moors fecharam, com as operações sendo transferidas para Manchester.
Existem dois jornais locais: o Nelson Leader, publicado às sextas-feiras, e o diário Lancashire Telegraph, que publica uma edição local para Burnley e Pendle.

## Pessoas notáveis
- Margaret Aldersley (1852-1940), sufragista e feminista que viveu e fez campanha em Nelson
- Bernie Calvert (1944), baixista e tecladista da banda The Hollies
- Learie Constantine (1901-1971), jogador de críquete nascido em Trinidad e Tobago, que atuou pelo Nelson Criket Club, além de advogado e político. Na década de 1960, tornou-se o primeiro homem de ascendência africana a receber um par vitalício, tornando-se Barão Constantine MBE.
- Sir Frank Hartley (1911-1977), farmacêutico, Vice-Chanceler da Universidade de Londres entre 1976 e 1978
- Tony Hicks (1945), guitarrista e vocalista do The Hollies
- Jimmy Hogan (1882-1974), futebolista e treinador de futebol
- C.L.R. James (1901-1989), historiador, jornalista, teórico do socialismo e ensaísta, natural de Trinidad e Tobago, que viveu em Nelson antes de mudar-se para Londres
- Eric Knowles (1953), especialista em antiguidades e personalidade televisiva, cujo principal interesse é em cerâmica e vidro
- Ted Koppel (1940), jornalista que fez carreira nos Estados Unidos, mas nasceu em Nelson.
- Graham Thomson Lyall (1892-1941), soldado nascido na Inglaterra e que serviu à Força Expedicionária Canadense durante a Primeira Guerra Mundial, vindo a recebeu a Cruz Vitória, maior condecoração militar por bravura "na presença do inimigo" que pode ser concedida às Forças Britânicas e da Commonwealth. Viveu em Nelson entre 1900 e 1912.
- Mike Phelan (1962, ex-futebolista e atual assistente técnico no Manchester United[42]
- John Pickles, professor de Estudos Internacionais no Departamento de Geografia da Universidade da Carolina do Norte, nos Estados Unidos
- John Simm (1970), ator duas vezes nomeado ao BAFTA[43]
- Albert Smith (1867-1942), político Trabalhista, Membro do Parlamento por Nelson.
- Kathryn Stott (1958), pianista clássica inglesa que se apresenta como solista de concerto, recitalista e musicista de câmara
- Nicola Wheeler (1974), atriz, mais conhecida por interpretar o papel de Nicola King em Emmerdale, da ITV.